# Rio Jaraguá
Le rio Jaraguá est une rivière brésilienne du nord de l'État de Santa Catarina.
Il se jette dans le rio Itapocu et fait partie du bassin hydrographique littoral de l'État.

## Étymologie
Jaraguá, transcription du tupi yara'wa, est le nom vernaculaire brésilien de Hyparrhenia rufa, une graminée vivace cespiteuse.